# Atena Promachos
La statua di Atena Promachos (Ἀθηνᾶ Πρόμαχος, "Atena che combatte in prima linea") era una colossale rappresentazione della dea fusa in bronzo da Fidia intorno al 460 a.C. e posizionata fra i Propilei e il Partenone sull'Acropoli di Atene.

## Storia

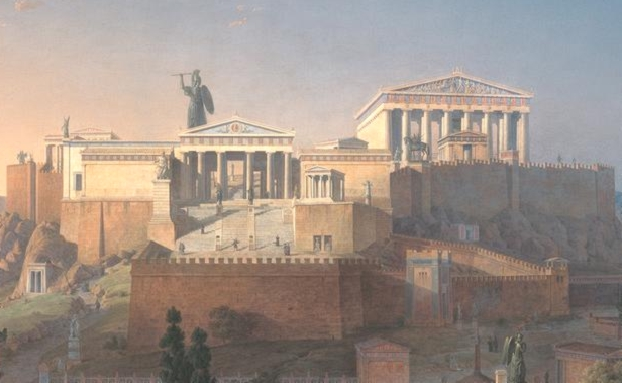
Vista idealizzata dell'Acropolii e di Atena Promachos, ad opera del pittore Leo von Klenze nel 1846. L'artista immaginò la grande statua di Athena Promachos visibile da lontano, impugnante un'enorme lancia nella sua mano destra.

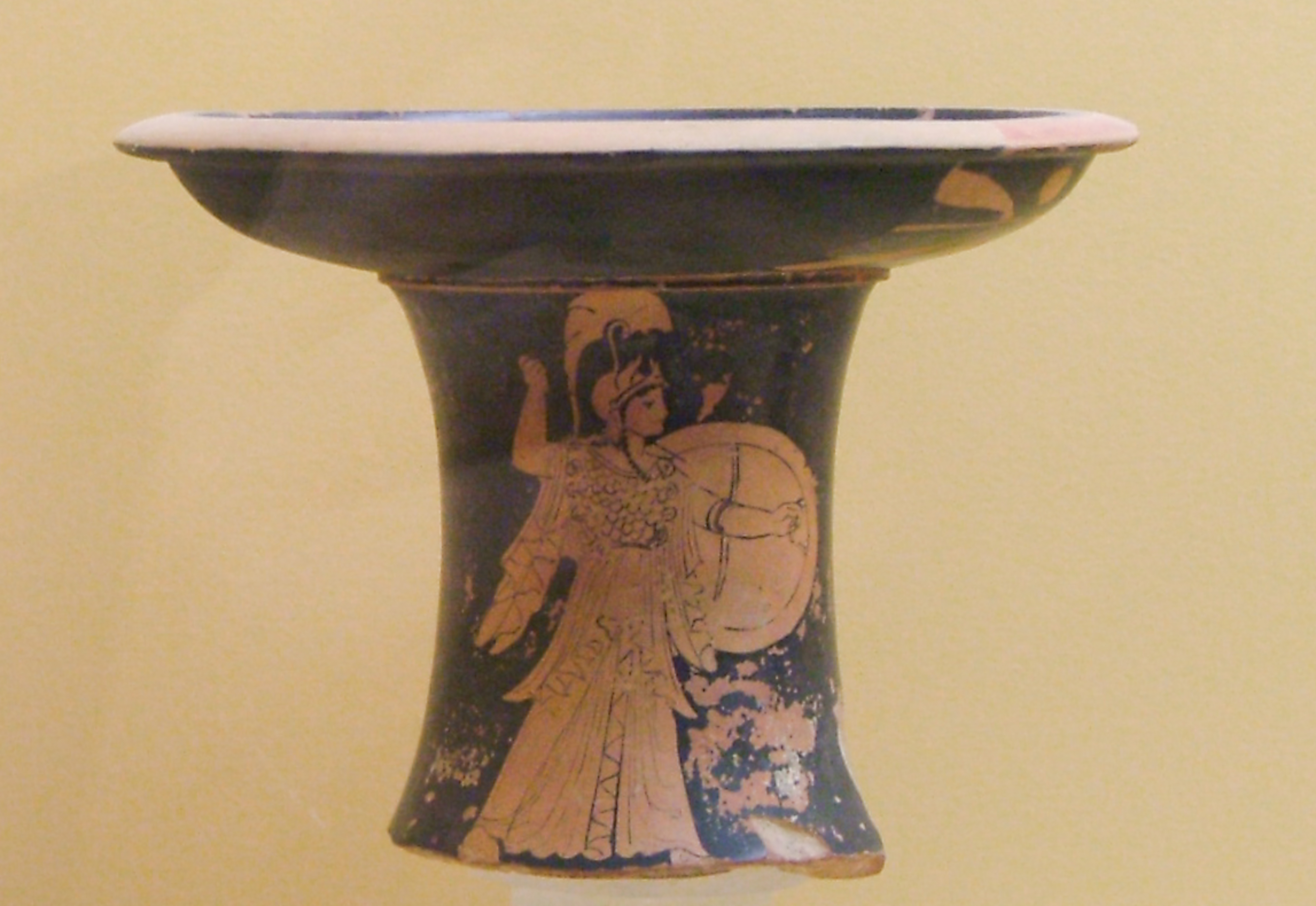
Rappresentazione di Atena Promachos in un frammento di oinochoe, c. 410 a.C. (Museo dell'Agorà di Atene)

La statua, pagata con il bottino della battaglia di Maratona ed eretta per commemorarne la vittoria, fu collocata in sede nel 456 a.C. circa e costituisce una delle prime opere di Fidia, già noto in quegli anni tanto da divenire l'artista ufficiale dell'Atene di Pericle; lo stesso Fidia scolpì altre due figure della dea nell'Acropoli: l'enorme effigie crisoelefantina di Atena Parthenos nel Partenone e la Athena Lemnia.
Nel 426 d.C. la statua fu trasferita dall'imperatore Teodosio II a Costantinopoli dove sembra rimase fino al 1203, quando fu distrutta dopo l'assedio dei crociati pare dalla popolazione superstite. La notizia è riferita da Niceta Coniata benché non sia certo si tratti della Promachos.

## Descrizione
La statua era alta circa 7.60 metri e si ergeva su un basamento alto circa 1.50 metri e provvisto di decorazioni marmoree. La sua mole di bronzo brillava al sole ed era scorta dai marinai delle navi che arrivavano al porto del Pireo. Come si deduce da riproduzioni monetali di epoca romana e dalla descrizione di Pausania, essa rappresentava la dea armata con una lancia appoggiata alla spalla destra e una figura alata, forse una Nike, nella mano corrispondente; uno scudo era imbracciato o appoggiato alla sua sinistra e Pausania (I, 28, 2) lo descrive come decorato da una scena di centauromachia eseguita a sbalzo da Mys su disegno di Parrasio.